# Domingos Quirino de Souza
Domingos Quirino de Souza (Estância, 2 de fevereiro de 1765 - Goiás, 12 de agosto de 1854) foi um prelado brasileiro da Igreja Católica, bispo de Goiás.

## Biografia
Nascido em Estância, então pertencente à freguesia de Santa Luzia do Itanhi, era filho de João Quirino de Souza e Vitória Gonçalves Stella. Entrou para o Seminário de Salvador e foi feito diácono em 30 de novembro de 1838 e foi ordenado padre em 8 de dezembro, por Dom Romualdo Antônio de Seixas. Retornou para Estância e, após alguns anos na paróquia, tornou-se professor de latim na cidade. Teve entre seus alunos a Tobias Barreto.
Em uma excursão de Dom Pedro II do Brasil ao Nordeste Brasileiro, em janeiro de 1860, na qual o Imperador passou pela cidade de Estância, conheceu ao padre Domingos e, sensibilizado pelo seu trabalho, o Imperador lhe concedeu em março a Imperial Ordem de Cristo. Ainda naquele ano, Dom Pedro II apresentou seu nome à Santa Sé como Bispo de Goiás, em 23 de abril.
Foi confirmado pelo Papa Pio IX em 18 de março de 1861 e foi consagrado em 1 de dezembro do mesmo ano, no Mosteiro de São Bento do Rio de Janeiro, pelas mãos de Dom Frei Mariano Falcinelli Antoniacci, O.S.B., internúncio apostólico no Brasil. Tomou posse por procuração em 23 de fevereiro de 1862 e, em setembro deste ano, partiu para Goiás, onde chegou em fevereiro de 1863, quando fez sua entrada solene. Foi apenas o segundo bispo a chegar à Sé. Durante sua prelazia, combateu a briga pelo poder de alguns padres e deu diretrizes religiosas, compiladas em uma carta pastoral.
Com apenas 7 meses de episcopado, faleceu no exercício da função em 12 de setembro de 1863, devido a uma gastrite. Provavelmente sua doença piorou por conta da chegada conturbada de sua família vinda do Sergipe, quando duas de suas irmãs e sua mãe ficaram loucas, durante a viagem a Goiás.
Em vida, recebeu ainda a comenda da Imperial Ordem da Rosa e foi conselheiro do Imperador.